# Anthurium hamiltonii
Anthurium hamiltonii är en kallaväxtart som beskrevs av Thomas Bernard Croat och Lingán. Anthurium hamiltonii ingår i släktet Anthurium och familjen kallaväxter. Inga underarter finns listade.